# جيوفيزياء رياضية
تهتم الجيوفيزياء الرياضية بتطوير الأساليب الرياضية لاستخدامها في الجيوفيزياء. وفي حد ذاتها فإنها تطبق في العديد من مجالات الجيوفيزياء تحديدًا ديناميكا الأرض وعلم الزلازل.

## مجالات استخدام الجيوفيزياء الرياضية

### ديناميكا موائع الجيوفيزياء
تقدم ديناميكا موائع الجيوفيزياء نظرية ديناميكا الموائع للغلاف الجوي والمحيطات وباطن الأرض. وتتضمن التطبيقات ديناميكا الأرض ونظرية المولد الأرضي.

### النظرية العكسية للجيوفيزياء
تهتم النظرية العكسية للجيوفيزياء بتحليل بيانات الجيوفيزياء للحصول على القيمة الوسطية النموذجية. فتهتم بالسؤال: ما الذي يمكن معرفته عن باطن الأرض من خلال قياسات السطح؟ وبصورة عامة فهناك حدود لما يمكن علمه حتى في الحد المثالي للبيانات الدقيقة.
والهدف من النظرية العكسية تحديد التوزيع المكاني لبعض المتغيرات (على سبيل المثال الكثافة أو سرعة موجة الزلزال). فالتوزيع يحدد القيم الخاصة ببعض المشاهدات على السطح (على سبيل المثال تسارع التجاذب للكثافة). فيجب أن يوجد نموذج متقدم يتنبأ بمشاهدات السطح مما يعطي التوزيع لهذا المتغير.
وتتضمن التطبيقات مغناطيسية الجيوفيزياء، كهرومغناطيسية الجيوفيزياء وعلم الزلازل.

### الكسريات والتعقيد
لدى العديد من بيانات الجيوفيزياء أطياف تتبع قانون القوة، مما يعني أن تردد القدر المشاهد يختلف مثل بعض قوى القدر. ومن الأمثلة على ذلك توزيع مقادير الزلزال؛ فالزلازل الصغيرة أكثر انتشارًا من الزلازل الكبيرة. وهذا غالبًا ما يكون مؤشرًا على أن مجموعات البيانات لديها هندسة تكسيرية. وتتميز المجموعات التكسيرية بعدد من المزايا المشتركة والتي تتضمن هياكل العديد من المقاييس واللاقياسية والمماثلة الذاتية (يمكن أن تنقسم إلى أجزاء تبدو متشابهة كثيرًا للكل). والطريقة التي تنقسم بها هذه المجموعات تحدد بعد هاوسدورف للمجموعة والذي يعتبر بصورة عامة مختلفًا عن الـ بعد طوبولوجي الأكثر شهرة. وترتبط ظواهر التكسيرية بـالفوضى، الحرج المنظم ذاتيًا والاضطراب.

### استيعاب البيانات
يجمع استيعاب البيانات النماذج الرقمية للأنظمة الجيوفيزيائية من خلال المشاهدات التي يمكن أن تكون لاقياسية في المكان والزمان. ويتضمن العديد من التطبيقات ديناميكا موائع الجيوفيزياء. فيحكم على نماذج ديناميكا الموائع من خلال مجموعة من معادلات تفاضلية جزئية. ولكي تقدم هذه المعادلات توقعات جيدة ينبغي أن تتوفر شروط أولية دقيقة. إلا أن الشروط الأولية غالبًا لا تكون معروفة بصورة جيدة. وتتيح أساليب استيعاب البيانات للنماذج إدخال مشاهدات لاحقة لتحسين الشروط الأولية. ويلعب استيعاب البيانات دورًا مهمًا متناميًا في التنبؤ بالطقس.

### إحصاءات الجيوفيزياء
بعض المشكلات الإحصائية تندرج تحت عنوان الجيوفيزياء الرياضية والتي تتضمن صلاحية النموذج وتحديد الكمية المشكوك فيها.